# Cantón Espíndola
Espíndola es un cantón de la provincia de Loja en Ecuador, su población estimada es de 14.799 habitantes.    La fiesta de cantonización se celebra el 21 de noviembre.  La extensión territorial es de 514.22 km².  La altura sobre el nivel del mar varía de 1000 a 3400 m s.n.m.
El cantón Espíndola fue creado el 27 de abril de 1970, y su nombre se debe a que por este cantón cruza el caudaloso río Espíndola. El territorio, con una superficie de 514,22 km² y una variación altitudinal desde los 1.000 hasta los 3.400 m s. n. m., está constituido por 6 parroquias rurales (El Ingenio, Jimbura, Bellavista, 27 de abril, Santa Teresita y El Airo); y una
parroquia urbana (Amaluza).
Espíndola se enmarca en la cuenca hidrográfica Catamayo-Chira, su parte alta es receptora de aguas de la subcuenca del río Macará.
Las partes bajas comprenden la cuenca del Río Espindola, el valle de Guancolla o El Ingenio y la microcuenca del Río Pindo.

## Clima
El clima en el cantón es en general tropical y subtropical, con una temperatura promedio que oscila entre los 12 °C y 24 °C, y una precipitación anual entre 700-1.000 mm, con promedio de seis a siete meses secos al año.
En las partes bajas del cantón el clima supera los 30 °C, a medida que se asciende en altitud el clima se vuelve templado y  frío en las partes más altas.

## Actividad Económica
Las actividades predominantes de sus habitantes son agricultura, ganadería y el comercio.
Los principales productos: café, maíz ,maní , fréjol, caña de azúcar, yuca y árboles frutales, así como ganado vacuno, porcino, caprino y aves de corral en general.
El cantón Espíndola se encuentra ubicado en un sitio privilegiado en el tema de recursos naturales. Forma parte de la Región Tumbesina y también de la Ecorregión Andes del Norte, y está clasificado entre los 25 puntos calientes de biodiversidad a nivel global.
Esta gran biodiversidad y la topografía característica, desde donde florecen las orquídeas, donde se imponen las lagunas, se deslizan los ríos entre cascadas y suaves remansos, miradores que posibilitan que el cantón Espíndola ofrezca innumerables atractivos turísticos como la Cascada del Peñón, la cascada del río Jorupe que forma dos saltos junto a la peña del Diablo, cascada la marcola, cascada el pailón, cascada la cofradía. Otra de las zonas turísticas de gran relevancia es el Sistema Lacustre, que comprende un total de 36 lagunas repartidas en la Cordillera Andina, el Bosque Protector Colambo Yacuri, declarado parque nacional, así como el Bosque Angashcola con alta biodiversidad florística y faunística.
Espindola lugar ideal para realizar ecoturismo, camping (campismo) y realizar deportes como senderismo, ciclismo MTB, escalada.
La mayor parte del terreno espindolense se ubica en la zona subtropical, sus principales cultivos destacan la caña de azúcar, maíz, café, maní, chuno, camote, yuca, guineo, tomate, cebolla y cebada.

## Límites
- Al norte con los cantones Quilanga y Calvas
- Al sur con el Perú
- Al este con el cantón Chinchipe, de la provincia Zamora Chinchipe
- Al oeste con el Perú y el cantón Calvas

## División política
País: Ecuador;
Provincia: Loja;
Cantón: Espíndola. El cantón Espíndola se divide en siete parroquias:
- [Amaluza] Barrios: Amaluza (cabecera cantonal), Marcola, Cruz Pamba, Florida-sombras, El llano, El Tingo, El Faical, Tiopamba, Shocchibamba, Vaquieria, Huacupamba, Sucupa, Consapamba.

- [Bellavista] Barrios: Bellavista,  Bella María, Caserío, Llamacanchi, Jibiruche, San José, las limas, Sopoto, San Carlos, Tierras Coloradas, Piedra Blanca, Pitayo, Condorhuasi, Las Minas, El Pasaje, El Lance, Cabrería, San Ramón, Tambillo.

- [Jimbura] Barrios: Jimbura, Limón Ciruelo, El Carrizo , El Salado, Santa Ana, Guarinjas, Jorupe, Sanambay, Charama, Taylin, El Yeso.

- [Santa Teresita] Barrios: Santa Teresita, Yunguilla, Ventanilla, Cangochara, Guarango, Collingora, Tundurama, Potrerillos, El Sango.

- [27 de abril] Barrios: La Naranja, Las Limas, Castillo alto, Castillo bajo, Caña Agria, Agua Azul, El Guabo, El sauco, La Laja, El Limonal, Pindo bajo, Pindo Alto, Jibiruchillo, Batalladeros, Santa Marta, Tambillo.

- [El Ingenio] Barrios: El ingenio, Granadillo, Las Tablas, Amarillos, Algodonal, La florida, Consaguana, Las Villas, La Fragua, La Tejeria.

- [El Airo] Barrios: La Huaca, El batan, El Tambo, El Laurel.